# Ron de Jong
Ronald (Ron) de Jong  (Amsterdam, 29 augustus 1962 – aldaar, 12 januari 2023) was een Nederlands crimineel, die een hoofdrol speelde in de IRT-affaire.
"Rooie Ron" groeide op bij het Mercatorplein en maakte snel carrière in het Amsterdamse drugsmilieu. Hij werd de "buitenlandman" van de Delta-groep, waarin hij samenwerkte met Stanley Hillis, Jan Femer en Mink Kok. Na de moord op Klaas Bruinsma nam deze organisatie de macht over in de Amsterdamse onderwereld.
Tussen 1991 en 1993 kregen ze van Justitie de ruimte voor grootschalige drugstransporten. Het Openbaar Ministerie hoopte zo zicht te krijgen op de structuur en de methodes van de drugshandel. In korte tijd werden de heren schatrijk, en De Jong kocht in 1995 een kapitale villa aan de Vinkeveense plassen.
Door de IRT-afspraken kon De Jong niet worden vervolgd voor drugsdelicten, maar Justitie probeerde hem in de volgende jaren alsnog te vangen op witwassen van zijn verdiensten uit de drugshandel. Na vele processen werd hij in 2017 tot enkele maanden gevangenisstraf veroordeeld, en werd een deel van zijn criminele vermogen, waaronder de villa, ontnomen. Maar ook dat vonnis werd vernietigd, en tot zijn dood sleepte de zaak zich voort. Zijn gezondheid ging toen al, mede door zijn uitbundige levensstijl, achteruit, en op 12 januari 2023 stierf hij op 60-jarige leeftijd.